# Élection municipale de 2018 à Washington D.C.
 (juillet 2019).
Si vous disposez d'ouvrages ou d'articles de référence ou si vous connaissez des sites web de qualité traitant du thème abordé ici, merci de compléter l'article en donnant les références utiles à sa vérifiabilité et en les liant à la section « Notes et références ».
L'élection municipale de 2018 à Washington D.C. se tient le 6 novembre 2018 afin d'élire le maire. La démocrate Muriel Bowser est réélue, devenant ainsi le premier maire de Washington à remporter un second mandat depuis Anthony A. Williams en 2002.

## Primaires

### Primaire démocrate
| Résultats, | Résultats, | Résultats,        | Résultats, | Résultats, |
| Partis     | Partis     | Candidats         | Voix       | %          |
| ---------- | ---------- | ----------------- | ---------- | ---------- |
|            | Démocrate  | Muriel Bowser     | 61 855     | 76,50      |
|            | Démocrate  | James Butler      | 7 915      | 10,24      |
|            | Démocrate  | Ernest E. Johnson | 4 674      | 6,04       |
|            |            | Write-in          | 2 887      | 3,73       |
| Total      | Total      | Total             | 77 331     | 100        |

### Primaire libertarienne
| Résultats | Résultats   | Résultats      | Résultats | Résultats |
| Partis    | Partis      | Candidats      | Voix      | %         |
| --------- | ----------- | -------------- | --------- | --------- |
|           | Libertarien | Martin Moulton | 98        | 80,99     |
|           |             | Write-in       | 23        | 19,01     |
| Total     | Total       | Total          | 121       | 100       |

### Primaire duD.C. Statehood Green Party
| Résultats | Résultats            | Résultats     | Résultats | Résultats |
| Partis    | Partis               | Candidats     | Voix      | %         |
| --------- | -------------------- | ------------- | --------- | --------- |
|           | D.C. Statehood Green | Ann C. Wilcox | 379       | 82,21     |
|           |                      | Write-in      | 82        | 17,79     |
| Total     | Total                | Total         | 461       | 100       |

## Résultats
| Résultats | Résultats   | Résultats      | Résultats | Résultats |
| Partis    | Partis      | Candidats      | Voix      | %         |
| --------- | ----------- | -------------- | --------- | --------- |
|           | Démocrate   | Muriel Bowser  | 162 199   | 79,5      |
|           | Indépendant | Ann Wilcox     | 19 979    | 9,8       |
|           | Indépendant | Dustin Canter  | 14 783    | 7,2       |
|           | Libertarien | Martin Moulton | 7 152     | 3,5       |
| Total     | Total       | Total          | 204 113   | 100       |